# Cinetus gaus
Cinetus gaus är en stekelart som beskrevs av Nixon 1957. Cinetus gaus ingår i släktet Cinetus, och familjen hyllhornsteklar. Arten är reproducerande i Sverige.